# Dom Słów
Dom Słów (wcześniej Izba Drukarstwa) – instytucja artystyczno-edukacyjna, utworzona 3 października 2014 roku w kamienicy przy ulicy Żmigród 1 w Lublinie. Wykształciła się z Izby Drukarstwa, która powstała w 2007 roku gdy pomieszczenia po dawnej Izbie Pamięci Drukarstwa Polskiego przejął Ośrodek „Brama Grodzka – Teatr NN”.
Program Domu Słów został zbudowany wokół znaczenia słowa w kulturze i w życiu społecznym oraz propagowaniu wiedzy o historii lubelskiego drukarstwa.

## Historia miejsca
Kamienica Żmigród 1 sąsiaduje z budynkiem przy ulicy Królewskiej 17, który jest dawnym pałacem Pociejowskim wzniesionym w XVII w. przez Ludwika Pocieja, wojewodę wileńskiego.

### Drukarnia „Popularna”
W latach 1932–1951 przy ulicy Żmigród 1 funkcjonowała drukarnia „Popularna”. Założyli ją dwaj drukarze Aleksander Michalski i Józef Rybiński. Tutaj swoje utwory drukowali m.in. Józef Łobodowski czy Franciszka Arnsztajnowa. W czasie okupacji drukarnia wykonywała zamówienia dla władz niemieckich, jednak w 1943 roku drukarze rozpoczęli współpracę z organizacjami Polski Podziemnej. Wskutek donosu córki jednego z drukarzy w marcu 1944 roku aresztowano większość drukarzy. Osadzono ich w więzieniu na Zamku. 3 czerwca tego samego roku zostali rozstrzelani na Majdanku. Gdy do Lublina wkroczyła Armia Czerwona, Zofia Michalska – wdowa po Aleksandrze Michalskim – reaktywowała działalność drukarni i prowadziła ją do 1951 roku. Wtedy władze komunistyczne przekształciły drukarnie „Popularna” w „Spółdzielnię Pracy Drukarzy Introligatorów”, a następnie w „Intrograf”, który działał do 1972 roku.

### Izba Tradycji Drukarstwa Lubelskiego
Powstanie Izby sięga przełomu roku 1972/1973. Wtedy kierujący drukarnią „Intrograf” Franciszek Pawelski wraz z zastępcą ds. technicznych Władysławem Bieleckim, podjęli inicjatywę utworzenia Izby w starym lokalu firmy na bazie posiadanego, zabytkowego sprzętu. Kłopoty finansowe pojawiły się wraz z transformacją ustrojową i placówka popadła w ruinę. W nieogrzewanych i wilgotnych pomieszczeniach zalęgło się robactwo i szczury. W 2007 placówkę przekazano Ośrodkowi „Brama Grodzka – Teatr NN”. Zaraz po tym zapadły decyzje o wyasygnowaniu pieniędzy na wyremontowanie pomieszczeń i maszyn, w 2008 roku utworzono Izbę Drukarstwa. 3 października 2014 roku, w oparciu o Izbę Drukarstwa, powstał Dom Słów.

## Działania

### Izba Drukarstwa
Izba Drukarstwa propaguje wiedzę o historii tej sztuki w Lublinie. Zbiera i przechowuje zabytkowe maszyny drukarskie. W jej skład wchodzi 6 pracowni, w każdej z których są organizowane warsztaty dla zwiedzających:
- drukarnia, wyposażona w zabytkowe maszyny, duża część jeszcze z „Popularnej”;
- zecernia, zajmująca się wytwarzaniem matryc drukarskich, wśród maszyn do tego wykorzystywanych znajduje się m.in. Planeta Fixia[6];

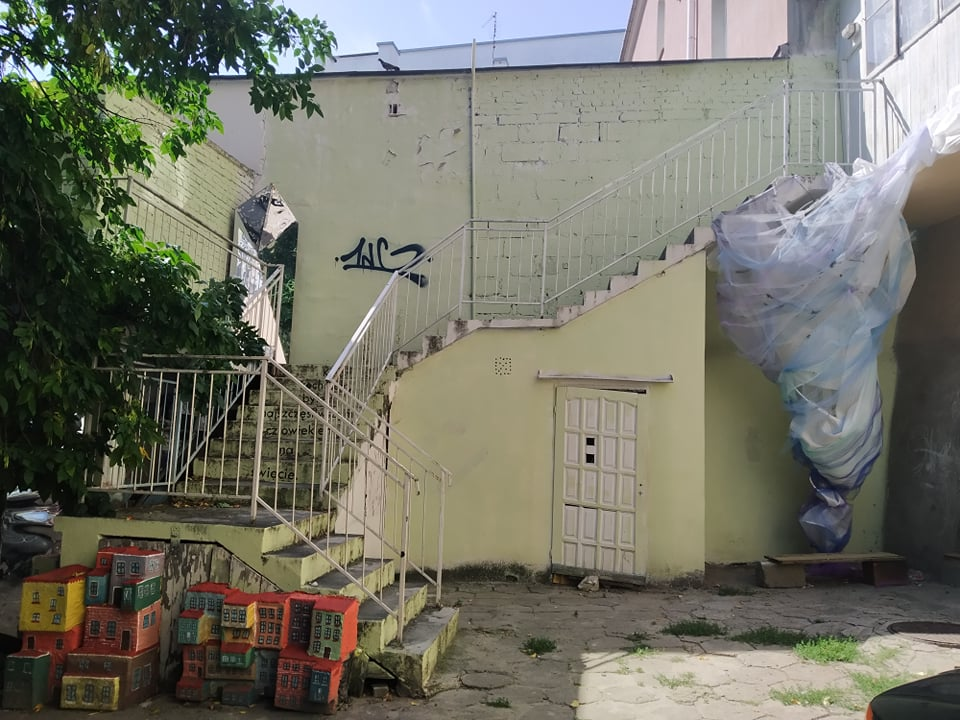
Podwórko Domu Słów w 2019 roku jako Kraina Oz

- pracownia introligatorska, zajmująca się oprawą oraz wykończeniem materiałów drukarskich;
- papiernia, gdzie wytwarzany jest papier czerpany;
- pracownia litografii powstała aby upamiętnić historie tej sztuki, obecnie (dane z 2019) jej działalność jest zawieszona;

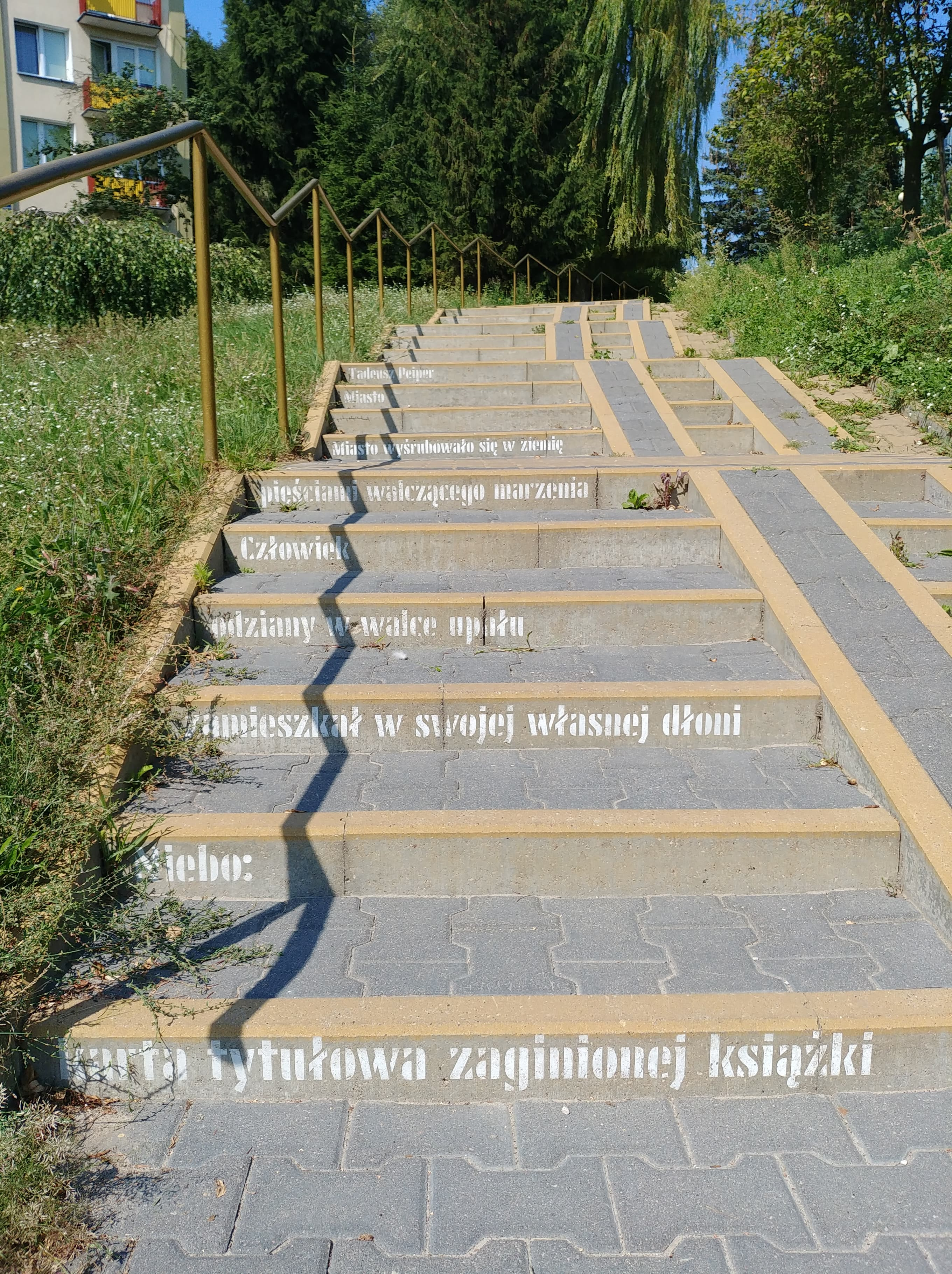
Podstopnice schodów przy ulicy Pozytywistów 18 z wytatuowanym wierszem „Miasto” Tadeusza Pepiera z okazji festiwalu „Miasta Poezji 2017”

- pracownia miedziorytu.

### Wystawy
W Domu Słów znajduje się stała ekspozycja maszyn drukarskich oraz wystawa „Siła wolnego słowa”, która prezentuje czasopisma, książki, a także fragmenty filmów, relację drukarzy i osób związanych z podziemnym drukarstwem. Organizowane są również wystawy czasowe. Jednym z projektów edukacyjno-kulturowych jest „Podwórko”. Co roku podwórko przy kamienicy Żmigród 1 i Królewska 17 zostaje udekorowane w klimacie różnych bajek i książek.

### Festiwale
Miasto Poezji to coroczny festiwal mający na celu propagowanie literatury, szczególnie lubelskich poetów. Patronem festiwalu jest Józef Czechowicz. Festiwalowe wydarzenia organizowane są na ulicach, placach miejskich i prywatnych mieszkaniach. Najczęściej są to spotkania z poetami oraz warsztaty czy dekoracja przestrzeni miejskiej wierszami, podstopnic schodów oraz murów budynków.
Ideą Festiwalu Małych Opowieści jest promowanie sztuki opowiadania historii. Poprzedza go realizowana przez kilka miesięcy Akademia Opowieści. Każda edycja festiwalu jest też podsumowaniem tematycznego konkursu na krótką opowieść. Gośćmi są dziennikarze, reportażyści, pisarze czy aktorzy.
Międzynarodowy Festiwal „Spotkania z opowiadaczami świata” jest organizowany od 2012 roku. jest to cykl corocznych prezentacji opowiadaczy historii z różnych stron Europy i świata. Podczas festiwalu organizowane są spektakle w różnych językach oraz spotkania z mistrzami opowiadania historii.

### Wydawnictwo
Integralną częścią Domu Słów i Ośrodka „Brama Grodzka-Teatr NN” jest program wydawniczy. W jego ramach ukazują się publikacje historyczne, literackie, monografie związane z dziedzictwem kulturowym Lublina i Lubelszczyzny. Pierwszym programem wydawniczym był „Scriptores”, który był kontynuacją wydawanego do 2000 roku kwartalnika „Scriptores Scholarum”. Do funkcjonowania wydawnictwa wykorzystywane są również zasoby i warsztaty Izby Drukarstwa, szczególnie przy tworzeniu okazjonalnych akcydensów, wykorzystywanych głównie do promocji wydarzeń kulturalnych organizowanych przez Dom Słów i Ośrodek „Brama Grodzka-Teatr NN”.